# Плясунков, Иван Михайлович
Иван Михайлович Плясунков (7 января 1896 — 2 апреля 1921) — военачальник времён Гражданской войны, кавалер ордена Красного Знамени РСФСР.

## Биография
Иван Михайлович Плясунков родился 7 января 1896 года в Сулаке. Рано потеряв родителей, в трёхлетнем возрасте был взят на воспитание дядей по матери Алексеем Капустиным. Начальное образование получал в училище на железнодорожной станции Ершов, но, не прижившись в новой семье, был подростком отправлен обратно в Сулак на крестьянские работы. Как грамотный, получил в родном селе должность волостного писаря. 17-летним женился на 15-летней соседской девушке Нюре, с которой дружил с детства. Через год в браке родился сын Николай, а в 1918 родилась дочь, которая умерла в младенчестве.
15 августа 1915 призван в армию в 155-й пехотный запасной полк, стоявший в Царицыне. В июле 1917 выбыл из него в действующую армию и 1 августа прибыл в 10-й Заамурский полк, где получил должность писаря полковой канцелярии. В боях Первой мировой войны не участвовал, поскольку в октябре того же года дезертировал в родные места, где устроился делопроизводителем Сулакского продовольственного отдела, а затем был переведён на должность уездного комиссара народного просвещения. В ноябре 1917 вместе с другими большевиками организовал в Сулаке Совет рабочих и солдатских депутатов, большевистскую ячейку и отряд, насчитывавший 600 бойцов. В марте 1918 отправился на Уральский фронт, где под командованием В. И. Чапаева служил помощником командира батальона, принимал активное участие в борьбе против Колчака и Врангеля, командовал полком и бригадой, проявил себя как борец за власть Советов. В 1919 без суда и следствия расстрелял казачьего полковника Горшкова за жестокость по отношению к красным, из-за этого самосуда его отстранили от командования, но на последовавшем суде оправдали и перевели на тыловую должность.
В июле 1920 его вызвал М. В. Фрунзе в Ташкент, но доехать ему удалось только до Бузулука, где его попытались вовлечь в мятеж, поднятый бывшим сослуживцем по сражениям с белочехами и формированиями КОМУЧа комдивом А. В. Сапожковым. После поражения восстания Плясункова арестовали и этапировали в Самару. Очевидно, в рядах восставших он был скорее заложником, чем активным участником, и вскоре его освободили. С весны 1921 командовал бригадой, сражавшейся с антоновцами на западе Саратовской губернии. Погиб 2 апреля 1921 в бою с «бандой» Фёдора Попова у села Мерлина близ разъезда Афросиньевского недалеко от города Аткарска. Неподалёку от Ртищево в ходе разведки 2 апреля он с небольшим отрядом столкнулся с частями зелёных повстанцев и попал в окружение. Не желая сдаваться в плен, застрелился. Похоронили героя-красноармейца в братской могиле на центральной площади Пугачёва 15 апреля 1921 при большом скоплении народа.

### Звания
- рядовой;
- комбриг.

### Награды
- орден Красного Знамени;
- именное оружие;
- золотые часы.

## Память
- В 1957 на могиле в сквере его имени был открыт памятник героям гражданской войны работы саратовского скульптора Е. Ф. Тимофеева[4].
- В Уральске, Сулаке, Успенке, Старой Порубежке и Хворостянке в честь Плясункова названы улицы.
- В Перекопной Луке, где Плясунков в молодости батрачил, в его честь был назван колхоз, а в клубе и сегодня хранится его большой парадный портрет.
- Соревнования по стрельбе из пистолетов в Пугачёве[5].